# Primera División 1994 (Chili)
In 1994 werd het 62ste seizoen gespeeld van de Primera División. Universidad de Chile werd kampioen. 

## Eindstand
| Plaats | Club                 | Wed. | W  | G  | V  | Saldo | Ptn. |
| ------ | -------------------- | ---- | -- | -- | -- | ----- | ---- |
| 1      | Universidad de Chile | 30   | 21 | 7  | 2  | 71:28 | 49   |
| 2      | Universidad Católica | 30   | 21 | 6  | 3  | 84:26 | 48   |
| 3      | O'Higgins            | 30   | 13 | 13 | 4  | 45:38 | 39   |
| 4      | Colo-Colo            | 30   | 12 | 12 | 6  | 52:34 | 36   |
| 5      | Cobreloa             | 30   | 10 | 13 | 7  | 61:48 | 33   |
| 6      | Regional Atacama (P) | 30   | 13 | 5  | 12 | 51:41 | 31   |
| 7      | Unión Española       | 30   | 14 | 3  | 13 | 55:49 | 31   |
| 8      | Deportes Temuco      | 30   | 10 | 11 | 9  | 44:38 | 31   |
| 9      | Deportes Antofagasta | 30   | 11 | 6  | 13 | 36:45 | 28   |
| 10     | Everton              | 30   | 11 | 6  | 13 | 36:55 | 28   |
| 11     | Palestino            | 30   | 10 | 5  | 15 | 41:55 | 25   |
| 12     | Deportes La Serena   | 30   | 7  | 11 | 12 | 32:47 | 25   |
| 13     | Coquimbo Unido       | 30   | 8  | 9  | 13 | 30:45 | 25   |
| 14     | Provincial Osorno    | 30   | 6  | 9  | 15 | 30:57 | 21   |
| 15     | Cobresal (P)         | 30   | 3  | 9  | 18 | 32:52 | 15   |
| 16     | Rangers (P)          | 30   | 2  | 11 | 17 | 27:69 | 15   |

|     | Kampioen, gekwalificeerd voor Copa Libertadores 1995 |
|     | Gekwalificeerd voor Pre-Libertadores                 |
|     | Degradatie-eindronde                                 |
|     | Degradatie                                           |
| (P) | Promovendus                                          |

### Degradatie eindronde

#### Eerste groep
|               |                    |       |                |  |
| Heenwedstrijd | Deportes Colchagua | 1 – 1 | Coquimbo Unido |  |
| Heenwedstrijd |                    |       |                |  |

|                |                |       |                    |  |
| Terugwedstrijd | Coquimbo Unido | 3 – 1 | Deportes Colchagua |  |
| Terugwedstrijd |                |       |                    |  |

#### Tweede groep
|               |                |       |                   |  |
| Heenwedstrijd | Fernández Vial | 0 – 0 | Provincial Osorno |  |
| Heenwedstrijd |                |       |                   |  |

|                |                   |       |                |  |
| Terugwedstrijd | Provincial Osorno | 3 – 0 | Fernández Vial |  |
| Terugwedstrijd |                   |       |                |  |

## Pre-Libertadores
| Plaats | Club                 | Wed. | W | G | V | Saldo | Ptn. |
| ------ | -------------------- | ---- | - | - | - | ----- | ---- |
| 1      | Universidad Católica | 3    | 2 | 1 | 0 | 9:4   | 5    |
| 2      | Cobreloa             | 3    | 2 | 0 | 1 | 6:6   | 4    |
| 3      | O'Higgins            | 3    | 0 | 2 | 1 | 6:9   | 2    |
| 4      | Colo-Colo            | 3    | 0 | 1 | 2 | 4:6   | 1    |

|  | Gekwalificeerd voor Copa Libertadores 1995 |

## Topschutters
| Speler              | Speler           | Goals | Club                 |
| ------------------- | ---------------- | ----- | -------------------- |
| Vlag van Argentinië | Alberto Acosta   | 33    | Universidad Católica |
| Vlag van Chili      | Marcelo Salas    | 27    | Universidad de Chile |
| Vlag van Argentinië | Alejandro Glaria | 24    | Cobreloa             |
| Vlag van Chili      | Malcom Moyano    | 15    | O'Higgins            |
| Vlag van Chili      | Lukas Tudor      | 14    | Universidad Católica |